# Anatol (Hrysiuk)
Anatol, imię świeckie Andriej Grigorjewicz Hrysiuk (ur. 8 sierpnia?/20 sierpnia 1880 w Kowlu, zm. 23 stycznia 1938 w Komi ASRR) – biskup Rosyjskiego Kościoła Prawosławnego, święty nowomęczennik.

## Życiorys

### Młodość i praca naukowa
Urodził się w Kowlu na Wołyniu jako jedno z trojga dzieci w rodzinie. W wieku 20 lat zakończył naukę w seminarium duchownym w Łucku i podjął studia w Kijowskiej Akademii Duchownej. Będąc na trzecim roku, złożył wieczyste śluby mnisze, przyjmując imię Anatol. W tym samym roku (1903) otrzymywał kolejno święcenia diakońskie i kapłańskie. W 1904 ukończył studia w Akademii i otrzymał stypendium umożliwiające mu kontynuację studiów teologicznych w celu uzyskania tytułu naukowego magistra, co osiągnął w 1908. Specjalizował się w studiach nad monastycyzmem na terytorium Syrii przed ekspansją arabską. Władał językami starogreckim i łaciną oraz angielskim i niemieckim.
W 1911 otrzymał godność archimandryty oraz tytuł naukowy docenta, pozostając pracownikiem Kijowskiej Akademii Duchownej. W 1912 został profesorem nadzwyczajnym. Równocześnie władze kościelne zdecydowały o przeniesieniu go do Moskiewskiej Akademii Duchownej w charakterze jej inspektora. Jednak już w roku następnym podjęta została decyzja o wyświęceniu go na biskupa czystopolskiego, wikariusza eparchii kazańskiej, co oznaczało również objęcie stanowiska rektora Kazańskiej Akademii Duchownej.

### Biskup
Biskup Anatol kontynuował swoją działalność duszpasterską także po rewolucji październikowej. Po ogłoszeniu dekretu o rozdziale państwa i Kościoła, a następnie po likwidacji wszystkich wyższych uczelni teologicznych przez półtora roku koordynował nielegalną pracę Kazańskiej Akademii Duchownej. Po wykryciu tego faktu został 26 marca 1921 aresztowany i skazany na rok pozbawienia wolności. Po opuszczeniu więzienia udał się do Samary, by zgodnie z decyzją patriarchy Tichona objąć zarząd eparchii samarskiej i stawropolskiej. Jednak już 24 lutego 1923 został aresztowany ponownie i pozostawał w więzieniu do sierpnia tego samego roku.

### Zsyłki i uwięzienie

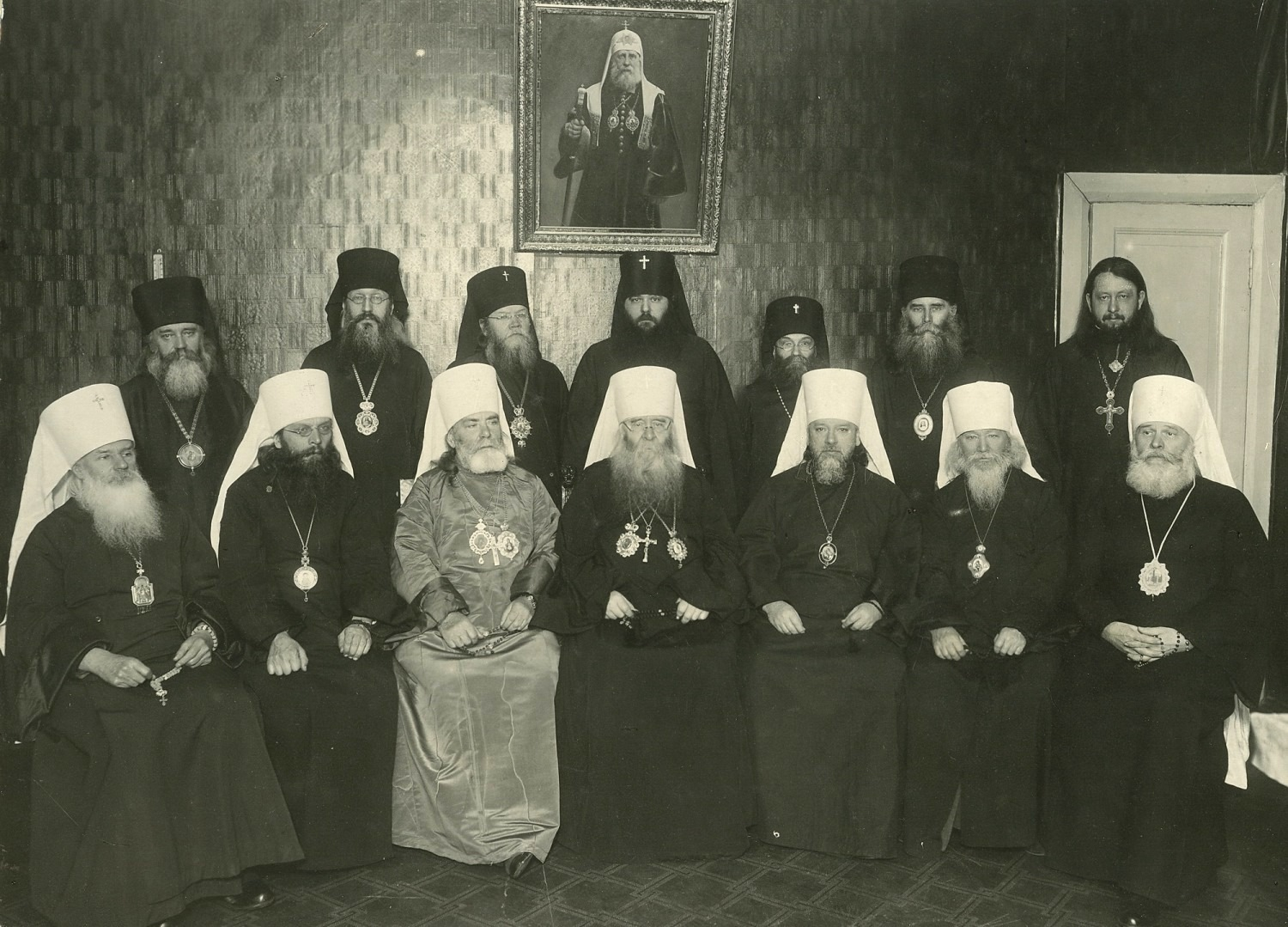
Anatol (Hrysiuk) jako członek Tymczasowego Świętego Synodu Rosyjskiego Kościoła Prawosławnego (siedzi drugi z lewej)

We wrześniu 1923 biskup Anatol otrzymał godność arcybiskupią, jednak jeszcze w tym samym miesiącu ponownie trafił do więzienia i został skazany na trzyletnią zsyłkę do Krasnowodska. Po odbyciu kary wrócił w 1927 do Moskwy. W roku następny Święty Synod Rosyjskiego Kościoła Prawosławnego, którego arcybiskup był członkiem, zdecydował o skierowaniu go na katedrę odeską. W Odessie hierarcha wypełniał swoje obowiązki mimo coraz poważniejszych szykan ze strony NKWD. W 1932 został podniesiony do godności metropolity. Cieszył się znacznym autorytetem wśród wiernych prawosławnych. W latach 1934–1935 pełnił zadania locum tenens eparchii charkowskiej, w 1936 wrócił na stałe do Odessy, gdzie podjął służbę duszpasterską w cmentarnej cerkwi św. Dymitra. W tym samym roku, 8 sierpnia, został aresztowany przez NKWD i przewieziony do więzienia w Kijowie. W areszcie ciężko zapadł na zdrowiu, niemal tracąc władzę w nogach.
21 stycznia 1937 został skazany przez trójkę NKWD na pięcioletnie uwięzienie w łagrze w rejonie miasta Uchta. Mimo złego stanu zdrowia w łagrze był zmuszany do pracy, co potwierdzają notatki z wiosny 1937, w których jakość pracy więźnia oceniono jako „dobrą”. Jednak w końcu 1937 w dokumentacji obozowej odnotowano, iż stan zdrowia duchownego nie pozwala na wykonywanie żadnej pracy. Metropolita Anatol niemal całkowicie stracił wzrok, chorował również na serce, płuca i miał trudności z poruszaniem się. Zmarł w obozie 23 stycznia 1938 i został pochowany na jego terenie.

## Kanonizacja i upamiętnienie

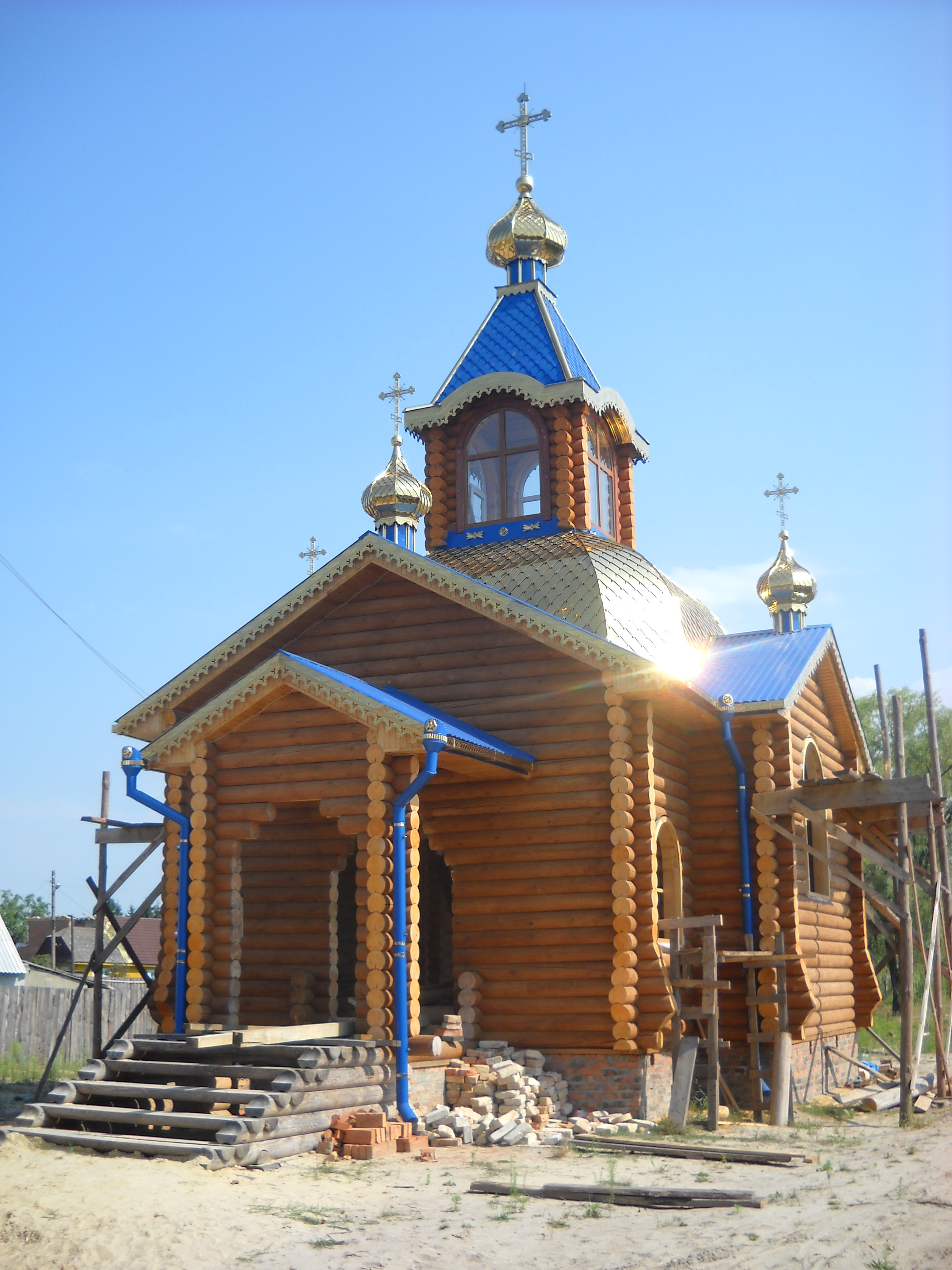
Cerkiew św. Anatola Kowelskiego w Kowlu, widok z 2010

Od 1997 metropolita Anatol był świętym czczonym lokalnie, w Ukraińskim Kościele Prawosławnym Patriarchatu Moskiewskiego. W 2000 Sobór Biskupów Rosyjskiego Kościoła Prawosławnego zaliczył go do Soboru Świętych Nowomęczenników i Wyznawców Rosyjskich.
Pierwsza świątynia pod wezwaniem świętego powstała w jego rodzinnym mieście Kowlu. Jej poświęcenie odbyło się w sierpniu 2012.